# Firelight
Firelight (bra: Firelight) é considerada a primeira obra ousada de Steven Spielberg, que realizou quando tinha 17 anos. Uma “superprodução” familiar anunciando o futuro do premiado diretor.

## Sinopse
A história é sobre um grupo de cientistas – principalmente Tony Karcher (Robert Robyn) e Howard Richards (Lucky Lohr) – que investigam a presença de estranhas luzes coloridas no céu e o subsequente desaparecimento de pessoas, animais e objetos da cidade fictícia estadunidense de Freeport, Arizona. Entre os sequestrados pelos alienígenas estão um cachorro, uma unidade de soldados e uma jovem chamada Lisa (Nancy Spielberg), cujo sequestro causa um ataque cardíaco em sua mãe (Carolyn Owen). Spielberg mostra aqui a maturidade em sua adolescência, quando apresenta subtramas que são a discórdia conjugal entre Tony Karcher e sua esposa Debbie (Beth Weber), e a busca obsessiva de Richards para convencer a CIA de que a vida extraterrestre não existe. A reviravolta ocorre quando o Serviço Alienígena, representado por três sombras, revela seu propósito na Terra: sequestrar humanos e trazê-los para seu planeta para criar um zoológico humano.

## Produção
Para conseguir fazer Firelight, Spielberg fez vários trabalhos preliminares e testes de câmera. As possibilidades criativas aumentaram quando ele conseguiu substituir a câmera cinematográfica da família por um dispositivo mais completo de 16 milímetros, que ganhou aos 15 anos em um concurso de cinema amador, o Canyon Film Festival, no Arizona. O problema surgiu quando ele percebeu o alto custo de desenvolver neste formato e trocou a máquina por um Bolex de 8 milímetros. Pouco tempo depois, conseguiu outro modelo mais sofisticado, capaz de gravar som em pista magnética embutida, com a qual era possível fazer novos truques, rebobinamento da fita impressa, dupla exposição, etc., o que contribuiu para melhorar sua criatividade.
Spielberg escreveu o enredo e o roteiro de seu filme, que foi produzido por seus pais, Arnold e Leah Spielberg. Sua irmã, Nancy, também desempenhou o papel de uma das meninas sequestradas. Spielberg reconhece que esse ensaio foi fortemente influenciado pelo filme britânico The Quatermass Xperiment (1955). Ele filmou por um ano, usando todos os finais de semana.

## Pré-estreia
O filme foi exibido em 24 de março de 1964, no espaço comercial The Phoenix Little Theatre, em Phoenix, Arizona. Steven Spielberg conseguiu vender, por meio de publicidade de amigos e familiares, 500 ingressos por um dólar cada.
Mais tarde, quando procurava trabalho em Los Angeles (Califórnia), revelou os rolos de seu filme a um produtor, mas algumas semanas depois a produtora faliu e o produtor que ele conhecia desapareceu com seus rolos de filme. Este filme nos mostrou um Steven Spielberg diferente em termos de filmagem e direção, com um visual totalmente diferente do que conhecemos, por isso muitos pensam que é uma pena que muito desse material jovem tenha se perdido por completo. No entanto, Firelight se tornou a pedra angular do filme mundialmente conhecido e premiado, Close Encounters of the Third Kind.[carece de fontes?]

## Elenco
Grande parte do elenco do filme vem da Arcadia High School. A irmã de Spielberg também teve um pequeno papel.
- Clark Lohr (Howard Richards)
- Carolyn Owen (Mãe de Lisa)
- Robert Robyn (Tony Karcher)
- Nancy Spielberg (Lisa)
- Beth Weber (Debbie)
- Margaret Peyou (Helen Richards)
- Warner Marshall (Soldado)
- Dede Pisani (Lover)
- Tina Lanser (Maid)
- Chuck Case (Adolescente)